# Мали Ботиновац
Мали Ботиновац је насељено место у општини Соколовац, Копривничко-крижевачка жупанија, Хрватска.

## Историја
До територијалне реорганизације у Хрватској био је у саставу старе општине Копривница.

## Становништво
У попису становништва из 2011. године, Мали Ботиновац је имао 15 становника.
| Број становника према пописима | Број становника према пописима | Број становника према пописима | Број становника према пописима | Број становника према пописима | Број становника према пописима | Број становника према пописима | Број становника према пописима | Број становника према пописима | Број становника према пописима | Број становника према пописима | Број становника према пописима | Број становника према пописима | Број становника према пописима | Број становника према пописима | Број становника према пописима |
| ------------------------------ | ------------------------------ | ------------------------------ | ------------------------------ | ------------------------------ | ------------------------------ | ------------------------------ | ------------------------------ | ------------------------------ | ------------------------------ | ------------------------------ | ------------------------------ | ------------------------------ | ------------------------------ | ------------------------------ | ------------------------------ |
| 1857                           | 1869                           | 1880                           | 1890                           | 1900                           | 1910                           | 1921                           | 1931                           | 1948                           | 1953                           | 1961                           | 1971                           | 1981                           | 1991                           | 2001                           | 2011                           |
| 0                              | 0                              | 0                              | 0                              | 0                              | 0                              | 0                              | 0                              | 52                             | 53                             | 52                             | 30                             | 31                             | 29                             | 26                             | 15                             |

Напомена: Исказује се као насеље од 1948.

### Попис1991.
У попису становништва из 1991. године, Мали Ботиновац је имао 29 становника, следећег националног састава:
| Попис 1991.‍  | Попис 1991.‍  | Попис 1991.‍ | Попис 1991.‍ | Попис 1991.‍ |
| ------------ | ------------ | ----------- | ----------- | ----------- |
|              |              |             |             |             |
| Срби         | Срби         |             | 19          | 65,51%      |
| Хрвати       | Хрвати       |             | 2           | 6,89%       |
| Југословени  | Југословени  |             | 2           | 6,89%       |
| неопредељени | неопредељени |             | 2           | 6,89%       |
| непознато    | непознато    |             | 4           | 13,79%      |
| укупно: 29   |              |             |             |             |